# Superstrada S79
La superstrada S79 è una superstrada polacca che collega il centro di Varsavia al quartiere di Okęcie (frazione di Włochy, in cui sorge l'aeroporto principale della città. Fa parte della strada europea E77.